# Зисис Самарински
 Тази статия е за Зисис Триандафилу Самарински.  За Зисис Йоану Довас Самарински, вижте Зисис Довас.  
Зисис или Зиси (на гръцки: Ζήσης, също Ζήσης Τριανταφύλλου, Зисис Триандафилу) е зограф от XIX век, представител на Самаринската художествена школа.

## Биография
Роден е в югозападномакедонската влашка паланка Самарина. В храма „Свети Димитър“ в Палеомонастиро, Трикалско, Зисис е автор на иконите „Събор на Дванадесетте Апостоли“ (1860) и „Свети Атанасий и Свети Висарион“ (1861), заедно със Атанасий Самарински, подписани „διά χειρός Aθανασίου και Zίση εκ χώρας Σαμ[α]ρίνης“. С Анастасий в 1854 година изписват храма „Свети Архангели“ в Мурия, Трикалско, където оставят подпис „διά χηρός Αθανασίου και Ζίση εκ κόμης Σαμαρίνα“. В 1859 година изписват католикона на манастира „Свети Илия“ („Свети Модест“) в Пира, Трикалско, с подпис „ιά χειρός των ελαχίστων δούλων του Θεού Αθανασίου και Ζήση εκ της κωμοπόλεως Σαμαρίνης“.